# Allgemeines Eisenbahngesetz
Das Allgemeine Eisenbahngesetz (AEG) regelt den sicheren Betrieb der Eisenbahn in Deutschland und bezweckt ein attraktives Verkehrsangebot auf der Schiene. Seine ursprüngliche Fassung wurde am 29. März 1951 erlassen. Das Gesetz wurde am 27. Dezember 1993 als Artikel 5 des Eisenbahnneuordnungsgesetzes neu gefasst. Seitdem war das AEG Gegenstand mehrerer Reformen.
Es gilt für Eisenbahnen, jedoch nicht für andere Schienenbahnen wie Magnetschwebebahnen, Straßenbahnen und die nach ihrer Bau- oder Betriebsweise ähnlichen Bahnen, Bergbahnen und sonstige Bahnen besonderer Bauart. Damit fallen auch Untergrundbahnen und Stadtbahnen nicht in den Geltungsbereich des AEG.
Nach diesem Gesetz haben Bundesregierung und Landesregierungen mit dem Ziel bester Verkehrsbedienung darauf hinzuwirken, dass die Wettbewerbsbedingungen der Verkehrsträger angeglichen werden, und dass durch einen lauteren Wettbewerb der Verkehrsträger eine volkswirtschaftlich sinnvolle Aufgabenteilung ermöglicht wird.
§ 2 beinhaltet Begriffsbestimmungen über
- Eisenbahnen, die öffentliche Einrichtungen oder privatrechtlich organisierte Unternehmen sind, die Eisenbahnverkehrsleistungen erbringen (Eisenbahnverkehrsunternehmen) oder eine Eisenbahninfrastruktur betreiben (Eisenbahninfrastrukturunternehmen).
- Eisenbahnverkehrsleistungen, die die Beförderung von Personen oder Gütern auf einer Eisenbahninfrastruktur sind. Eisenbahnverkehrsunternehmen müssen in der Lage sein, die Zugförderung sicherzustellen.
- die Eisenbahninfrastruktur, die die Betriebsanlagen der Eisenbahnen einschließlich der Bahnstromfernleitungen umfasst.
- eine internationale Gruppierung, die die Verbindung mindestens zweier Eisenbahnverkehrsunternehmen mit Sitz in verschiedenen Mitgliedstaaten der Europäischen Gemeinschaften ist, deren Geschäftstätigkeit darin besteht, grenzüberschreitende Eisenbahnverkehrsleistungen zwischen den Mitgliedstaaten zu erbringen.
- den Schienenpersonennahverkehr, der die allgemein zugängliche Beförderung von Personen in Zügen ist, die überwiegend dazu bestimmt sind, die Verkehrsnachfrage im Stadt-, Vorort- oder Regionalverkehr zu befriedigen. Das ist im Zweifel der Fall, wenn in der Mehrzahl der Beförderungsfälle eines Zuges die gesamte Reiseweite 50 Kilometer oder die gesamte Reisezeit eine Stunde nicht übersteigt.
- Eisenbahnen und Unternehmen des Bundes, die Unternehmen sind, die sich überwiegend in der Hand des Bundes oder eines mehrheitlich dem Bund gehörenden Unternehmens befinden.
- Werksbahnen sind Eisenbahninfrastrukturen, die ausschließlich für den eigenen Güterverkehr betrieben werden. Ebenso fallen Bahnanlagen darunter, bei denen auch weitere Unternehmen eigenen Güterverkehr betreiben (z. B. Werksstammbahnen) oder im geringen Umfang andere Nutzungen gestattet werden (z. B. Werkspersonenverkehr).

Im Allgemeinen Eisenbahngesetz werden eine Vielzahl von Einzelheiten des öffentlichen Eisenbahnverkehrs geregelt.
§ 6 legt fest, dass öffentliche Eisenbahnunternehmen einer Unternehmensgenehmigung bedürfen. Werksbahnen sind davon ausgenommen.
Seit einer Novelle im Jahre 2019 unterscheidet das AEG Eisenbahninfrastrukturen auch nach ihrer Zugehörigkeit zum sogenannten übergeordneten Netz (vgl. § 2b AEG). Eine Eisenbahn, die ausschließlich außerhalb des übergeordneten Netzes verkehrt oder Eisenbahninfrastrukturen betreibt, bedarf keiner Sicherheitsbescheinigung oder -genehmigung. Triebfahrzeugführer, die bei diesen Unternehmen beschäftigt werden, müssen über keinen Triebfahrzeugführerschein nach den Bestimmungen der TfV verfügen. Im Rahmen dieser Änderung sind die Regelungen zu Regionalbahnen und Netzen des Regionalverkehres entfallen.
Zudem richten sich die Zuständigkeiten und Kompetenzen der deutschen Eisenbahnaufsichtsbehörden nach dem AEG. So regelt § 5, dass Eisenbahnen des Bundes, Eisenbahnen mit Hauptsitz im Ausland und solche, die einer Sicherheitsbescheinigung oder -genehmigung bedürfen, der Aufsicht des Eisenbahn-Bundesamtes unterliegen, alle anderen hingegen jener der Bundesländer. Der § 5a bestimmt unter anderem Duldungspflichten für Eisenbahnunternehmer gegenüber Aufsichtsbehörden.
Die Öffnung des Schienennetzes für Dritte ist die Voraussetzung für die Gewährleistung von Wettbewerb und Vermarktung des Schienennetzes. Sie entspricht der Europäischen Verkehrspolitik und setzt die E(W)G-Richtlinie 91/440 und nachfolgende Rechtsnormen in nationales Recht um.
Für die Überwachung des Zugangs zur Eisenbahninfrastruktur ist seit dem 1. Januar 2006 die Bundesnetzagentur für Elektrizität, Gas, Telekommunikation, Post und Eisenbahnen zuständig. Detaillierte Vorschriften enthält das Eisenbahnregulierungsgesetz.
Im § 26 wird das Bundesministerium für Verkehr und digitale Infrastruktur ermächtigt, Verordnungen für den Bau und Betrieb von öffentlichen Eisenbahnen zu erlassen. Mit der EBO, EIGV, EBV und ESO wurden zahlreiche Vorgaben eingeführt. Für nichtöffentliche Eisenbahnen (meist Anschlussbahnen) erlassen die zuständigen Ministerien der Bundesländer Betriebsvorschriften.
Das Allgemeine Eisenbahngesetz regelt auch besondere Rechtsbeziehungen der Eisenbahnunternehmen mit Bürgern und sonstigen Unternehmen. Hierzu zählen ergänzende Bestimmungen zum Planfeststellungsverfahren (§§ 18–19) und zum Enteignungsverfahren für die Anlage von Betriebsanlagen einer Eisenbahn (§§ 21–22b).